# طلعت زين
طلعت زين (14 فبراير 1955 - 14 أغسطس 2011)، ممثل ومغنٍّ مصري.

## حياته
ولد عام 1955 في الأسكندرية من أسرة نوبية من قرية دابود الكنزية، من أب وأم يعشقان الغناء – فتربى على عشق الموسيقى وخاصة الموسيقى الغربية وكان يحافظ على حضور الحفلات المتخصصة في تقديم الأغنيات الغربية مثل (بلاك كوتس)، (بتى شاه) وارتبط مع أعضاء الفريقين بصداقة قوية، وانضم إلى فرقة (الدريمرز) التي كونها طلاب الهندسة جامعة الأسكندرية – ثم انضم إلى فرقة (بتى شاه) بعد أن اعتذر بعض اعضائها وغنى معها لأول مرة أغنية المطرب العالمي جيمس براون – ولما عادت الفرقة إلى القاهرة بعد انتهاء موسم الصيف غنى معها بفندق شيراتون القاهرة الذي كان لايتعاقد إلا مع الفرق الأجنبية – ثم انسحب منها عام 1982.
انضم إلى فرقة (ترانزيت باك) التي كانت تضم أيمن أبو سيف وعمرو خيرى واشرف محروس وهانى فريد. في عام 1985 غنى طلعت زين بمطعم ونادى ليلى اسمه (بيانو.. بيانو) وكان هو النجم الأساسي له – وفي هذا الوقت فقدت فرق الغناء الغربي شعبيتها وحل محلها آلتا الدرام ماشين والكيبورد في العروض والتسجيلات.

## وفاته
توفى طلعت زين يوم 14 أغسطس 2011 (الموافق 14 رمضان)، بعد معاناة شديدة مع مرض سرطان كلي بالجهاز التنفسي وعلى إثر أزمة قلبية شديدة الحدة، حيث كان أجرى عملية جراحية بالرئة، وذلك بعد أن اكتشف الأطباء «خراج» في الرئة، مما استدعى قيامه بعملية تنظيف واستئصال للجزء التالف.

## أعماله
ترجم أغنية إسبانية شهيرة في العالم كرقصة اسمها (مكارينا) وغناها بعد أن عربها الشاعر عادل عمر وحققت نجاحا كبيرا.
- اختاره الموسيقار عمر خيرت ليغنى مع المطربة / أنغام اوبريت (100 سنة سينما) في حفل افتتاح مهرجان القاهرة السينمائي.
- انتج البوم غنائي باسم (تيك تاك) وغنى فيه أغنية باسم (فاضل ايه).
- شارك في التمثيل في بعض الأفلام السينمائية منها : (أنياب)، (لحم رخيص)، (جمال عبد الناصر)، (أفريكانو)، (أحلام عمرنا)،(الديلر).
- كما شارك في (الحاوي) ومسرحية (شبورة)، وفيلم (ما تيجي نرقص)

### أغاني
- بحر عينيك
- تيكي تا
- فاضل إيه
- كمان كمان
- مصطفى يا مصطفى
- مين ده
- يا للا
- ماكارينا
- العشق جنون
- تعالى
- كل ليله حُب وعيد
- العيون تخون
- كان اللي كان

### برمج تلفزيونية
- برنامج دارك (ضيف) [2]
- حيلهم بينهم (ضيف)

## روابط خارجية
- طلعت زين على موقع الدهليز
- طلعت زين على موقع قاعدة بيانات الأفلام العربية
- طلعت زين على موقع ميوزك برينز (الإنجليزية)
- طلعت زين على موقع ديسكوغز (الإنجليزية)